# Tour du Quadraro
La tour du Quadraro est une tour médiévale de Rome, se trouvant dans le quartier Don Bosco.

## Histoire et description
Elle était autrefois utilisée pour contrôler le premier tronçon de la via Tuscolana et devait être probablement un contact visuel avec la tour de Centocelle.
Le nom de la tour et de la zone homonyme, semble être dérivé à partir d'un certain G. G. Guadralis, qui, en 1164, a reçu la concession des terres environnantes des moines de Sant'alessio.
Communément appelé torétta, la tour est représentée dans le film Les Joyeux Fantômes de 1961.